# ريام كحلان (رداع)

تعديل مصدري - تعديل

ريام كحلان هي إحدى قرى عزلة رداع بمديرية رداع التابعة لمحافظة البيضاء، بلغ تعداد سكانها 1336 نسمة حسب تعداد اليمن لعام 2004.